# Aartsbisdom Tuam
Het aartsbisdom Tuam (Latijn: Archidioecesis Tuamensis, Iers: Ard-Deoise Thuama) is een rooms-katholiek aartsbisdom in Ierland. Huidig aartsbisschop is Michael Neary.
Het oorspronkelijke Bisdom Tuam werd ingesteld door de Synode van Rathbreasail in 1111. Tijdens de Synode van Kells in 1152 werd de bisschop tevens metropoliet en ontving een pallium.
De middeleeuwse bisdommen Mayo en Annaghdown werden door de Synode van Rathbreasail aan het bisdom Tuam toegevoegd. Deze bisdommen legden zich daar niet bij neer en bleven hun eigen bisschoppen verkiezen. Het kapittel van Annaghdown Abbey bleef dit doen tot 1485. Uiteindelijk werd het bisdom bij pauselijk decreet bij de toenmalige "Wardenship of Galway" gevoegd. Bisdom Mayo werd begin 13e eeuw de kop ingedrukt, maar koos nog bisschoppen in de 16e eeuw. In 1631 werd het bij pauselijk decreet alsnog ingevoegd in het bisdom Tuam.

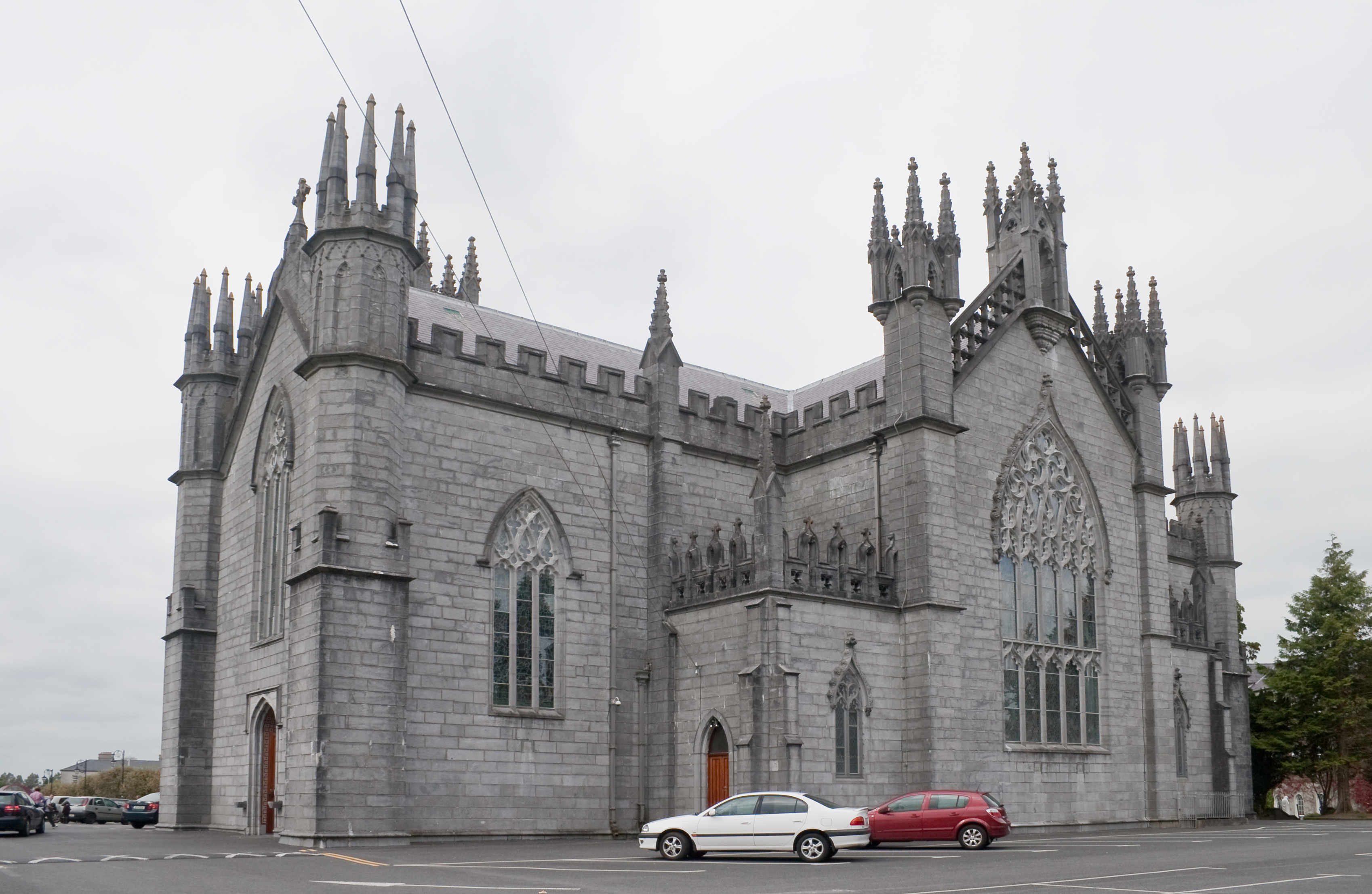
De kathedraal van Tuam.

Het heeft als suffragaanbisdommen Achonry, Clonfert, Elphin, Galway en Kilmacduagh en Killala.